# Учёный секретарь
Учёный секрета́рь (учёный-секрета́рь) — учёный, ответственный за планирование и контроль проведения научно-исследовательской работы и текущих научных мероприятий (конференций, совещаний, аттестаций работников), подготовку сводных отчётов, а также за регламент и ведение документации учёных или диссертационных советов в исследовательских, просветительских или образовательных учреждениях. Полнота охвата и относительный вес упомянутых обязанностей зависят от конкретной ситуации.
Организационно, как в России, так и за рубежом данное лицо может:
- быть официально оформлено на какую-либо из научно-административных должностей, наименования которых содержат словосочетание «учёный секретарь» (так происходит, если предполагается деятельность сотрудника в учреждении в целом, его отделении или в учёном совете);
- выполнять соответствующие функции как часть служебного задания на иной должности — без дополнительной оплаты и без «трудоустройства в качестве учёного секретаря» (этот вариант практикуется в диссертационных советах, некоторых выборных академических инстанциях и комиссиях).

Учёным секретарём назначается специалист с профильным высшим образованием, имеющий опыт собственной научной работы, публикации и в большинстве случаев — учёную степень.

## «Учёный секретарь» как должность
Разновидности должности учёного секретаря
В «Едином квалификационном справочнике должностей руководителей, специалистов и других служащих» (ЕКСД) указаны следующие должности, содержащие термин «учёный секретарь» (в квадратных скобках — поясняющие слова, отсутствующие в самом справочнике):
- учёный секретарь [всего научного учреждения или его отделения];
- учёный секретарь библиотеки, централизованной библиотечной системы;
- учёный секретарь музея (зоопарка);
- учёный секретарь [учёного] совета учреждения [высшего образования];
- учёный секретарь [учёного] совета факультета (института) [в вузе].

В отношении работника, принятого на одну из этих позиций, уместна формулировка «трудоустроен на должность учёного секретаря» — на ставку или на её долю, в зависимости от потребностей. Все перечисленные варианты должности относятся к категории научных или научно-педагогических работников.
К названию должности учёного секретаря всего учреждения иногда добавляется определение «главный».
«Учёный секретарь» научного института (его отделения), библиотеки или музея автоматически входит в учёный, не диссертационный, совет этого же учреждения (отделения) и выполняет там также работу секретаря. Поэтому в таких учреждениях, круг обязанностей у учёных секретарей шире, чем у «учёных секретарей советов» в вузе.

### Типы организаций, где предусмотрена должность
Должность учёного секретаря предусмотрена в научно-исследовательских институтах (в том числе в учреждениях государственных академий наук), конструкторских, технологических, проектных и изыскательских организациях, а также в музеях (зоопарках) и библиотеках. Должность учёного секретаря совета (её не следует смешивать с ролью [учёного] секретаря диссертационного совета) предусмотрена в учреждениях высшего профессионального и дополнительного профессионального образования.
Утверждающими документами ЕКСД в части, касающейся учёных секретарей, выступают:
- Постановление Минтруда РФ от 21.08.1998 № 37, редакция от 15.05.2013 — раздел ЕКСД «Квалификационные характеристики должностей работников, занятых в научно-исследовательских учреждениях, конструкторских, технологических, проектных и изыскательских организациях» (должность «учёный секретарь»);
- Приказ Минздравсоцразвития от 11.01.2011 № 1н — раздел ЕКСД «Квалификационные характеристики должностей руководителей и специалистов высшего профессионального и дополнительного профессионального образования» (должности «учёный секретарь совета учреждения», «учёный секретарь совета факультета»);
- Приказ Минздравсоцразвития от 30.03.2011 № 251н — раздел ЕКСД «Квалификационные характеристики должностей работников культуры, искусства и кинематографии» (должности «учёный секретарь музея (зоопарка)», «учёный секретарь библиотеки, централизованной библиотечной системы»).

Использование наименования должности «учёный секретарь» иными организациями, а также более мелкими, чем факультеты и отделения, структурными подразделениями вузов и НИИ не запрещено какими-либо законами, но в большинстве случаев нецелесообразно по сути.

### Должностные обязанности учёного секретаря
Обязанности лица, занимающего должность учёного секретаря, прописаны в справочнике. Они включают в себя:
- руководство планированием научных исследований;
- координацию выполнения планов НИР структурными подразделениями учреждения и соисполнителями из других учреждений;
- подготовку сводных отчётов о деятельности учреждения (подразделения);
- выработку планов и контроль работы учёного совета учреждения (подразделения);
- рассмотрение материалов по защитам диссертаций (совместно с руководителями созданных в учреждении диссоветов) и по присвоению учёных званий;
- подготовку издания научных трудов, проведения научных конференций;
- организацию периодической аттестации сотрудников;
- выработку предложений по оптимизации работы учреждения, в том числе вспомогательных служб, улучшению условий труда, повышению квалификации кадров, стажировкам.

Для каждой разновидности должности имеется специфика, диктуемая масштабом (всё учреждение, подразделение) или особой тематикой (музеи, библиотеки).

### Квалификационные требования к претендентам
Общие требования к претенденту на позицию учёного секретаря: профильное высшее образование, опыт научной и организаторской работы, компьютерная грамотность (включая и программирование, и офисные работы), грамотная устная и письменная речь, свободное владение английским, часто желательно хотя бы минимальное владение ещё одним-двумя языками. Более конкретные требования зависят от варианта должности.
Для занятия должности учёного секретаря научного института нужны степень и опыт работы минимум 5 лет (как исключение, при контракте на срок до трёх лет, может быть принят специалист без степени). Будущему учёному секретарю совета вуза или факультета при наличии степени необходимо обладать стажем 3 года, а без степени 5 лет. Претендент на учёного секретаря библиотеки должен проработать главным специалистом библиотеки не менее 3 лет, а при наличии учёной степени не менее 2 лет. Соискателю должности учёного секретаря музея нужен стаж в научно-просветительских учреждениях не менее 3 лет.

### Практика назначения на должность в системе РАН
Распространённой практикой в крупных академических институтах является назначение на должность учёного секретаря доктора наук или кандидата с почти докторским уровнем. Эта должность в институтах РАН ранжируется между ведущим и главным научным сотрудником. На данной должности работник, ранее сконцентрированный на чисто научной деятельности своей группы или лаборатории, начинает «видеть» институт в целом, что в перспективе позволит претендовать на такие посты как директор, заместитель директора, директор отделения. Целый ряд крупных руководителей в сфере науки на определённом этапе были учёными секретарями своих институтов, среди них В. М. Тучкевич (специалист по полупроводниковым приборам, учёный секретарь ФТИ АН СССР, затем директор данного института, академик), А. М. Молдован (лингвист из ИРЯ РАН, позднее также избранный в академию); одно время учёным секретарём ИЭ АН СССР был А. А. Громыко, впоследствии выдающийся дипломат. В любом случае учёный секретарь является одной из ключевых фигур в научном институте (или его отделении), входит в состав руководства (или руководства отделения) и находится в прямом подчинении директора института (директора отделения).

### История должности учёного секретаря
Появление должности учёного секретаря приурочено к зарождению официального социального института науки в России. Произошло это в первой половине XVIII века, когда император Петр I учредил Российскую академию наук. В Академии потребовались разные работники, в том числе и ученые секретари.

## «Учёный секретарь» как функция

### Учёный секретарь диссертационного совета
Имеется понятие «учёный секретарь диссертационного совета» (иногда «учёный секретарь специализированного учёного совета», в отличие от просто «учёного совета»). Несмотря на явную созвучность с вышеперечисленными должностями, данное понятие обозначает не должность, а функцию, порученную штатному работнику учреждения, состоящему на должности с другим названием, например старший научный сотрудник, заведующий лабораторией. Этот работник должен быть специалистом по профилю совета, хотя бы кандидатом наук, чаще — доктором; по решению организации, часть рабочего времени такой человек уделяет деятельности в диссовете. В аналогичном положении находятся и все другие члены диссоветов.
Секретарь диссовета, как правило, берёт на себя ведение заседаний совета (в том числе зачитывание поступивших отзывов на диссертацию), а также взаимодействие с соискателями учёных степеней до и после защиты: рассылку автореферата, оформление (с содействием офисных помощников) и отсылку документов в ВАК, консультирование по юридической стороне процедуры защиты. Однако, работа по планированию, контролю НИР в учреждении и по подготовке отчётов в обязанности секретарей диссоветов не входит, в отличие от обязанностей лиц, состоящих на должностях «учёный секретарь».
Лица, занимающие в учреждении должности учёных секретарей, могут входить или не входить в диссертационные советы своего учреждения, в зависимости от соответствия собственного научного опыта профилю диссовета.

### Учёный секретарь комиссии, выборного органа
Сопоставимая ситуация имеет место в некоторых комиссиях и выборных органах в научной среде, где необходима функция учёного секретаря. При этом исполнение соответствующих обязанностей занимает для привлечённого к ним специалиста относительно небольшую часть рабочего времени. Пример — деятельность в комиссии РАН по оценке научного содержания Государственных образовательных стандартов и учебной литературы для высшей и средней школы. Комиссия, согласно постановлению Президиума РАН, работает на общественных началах, включая её учёного секретаря, то есть отдельного трудоустройства/перевода на должность и отдельной оплаты здесь не предусмотрено.